# Dave Vanian
David Lett, más conocido como Dave Vanian (Hemel Hempstead, Inglaterra, 12 de octubre de 1956) es el vocalista del grupo punk rock y posteriormente de rock gótico The Damned; su banda, fue una de las primeras bandas en ser pioneras del punk rock inglés junto a los Sex Pistols y The Clash.

## Biografía
Fue uno de los principales fundadores de The Damned, el único miembro constante a través de los años y el responsable de que el grupo tuviese una transformación oscura; además de imponer un sonido más trabajado y rápido, por eso se le considera a su banda, los influenciadores del hardcore punk.
Su estética vampiresca con la cara pintada de blanco, los labios de negro y los ojos pintados también del mismo color, junto con su peinado característico del pelo negro hacia atrás marcaron mucho a los seguidores, pintándose estos la cara de blanco e imitando su estética en los conciertos.
Durante toda su trayectoria, ha sacado un único disco solista en 1995.
En 2004, él y Captain Sensible encendieron las luces de Navidad en Cambridge, causando cierta controversia. Luego, tocó como invitado del grupo estadounidense MC5, donde cantó "Looking at You" en el 40.º aniversario de la banda.
En 2009, compuso la banda sonora para la película The Perfect Sleep.

## Vida personal
Letts trabajaba como sepulturero durante principios y mediados de la década del '70, y cambió su nombre a Dave Vanian cuando se convirtió en músico. Siguiendo los pasos de Iggy Pop, Alice Cooper y Vince Taylor, Vanian es uno de los primeros en llevar una estética gótica junto a Siouxsie Sioux y Robert Smith al mundo de la subcultura popular. A pesar de que Vanian es bastante celoso de su privacidad, se conoce que le gusta el arte renacentista, el cine negro (o film noir) y las películas de terror. En 1977 se casó con Laurie Vanian, al año siguiente después de unirse a The Damned, pero se separaron a mediado de los '90. No mucho tiempo después de divorciarse, se casó con Patricia Morrison en 1996, exbajista de la banda de rock gótico The Sisters Of Mercy, el mismo año en que ella se unió a The Damned, y se radicaron en la costa inglesa. El 9 de febrero de 2004 tuvieron una hija, Emily Vanian. En la actualidad, Vanian conduce un programa de televisión del Reino Unido.
Ha mantenido su vida privada fuera de los escenarios, incluso optando porque no salga nada sobre su vida en la biografía de The Damned The Light At The End Of The Tunnel de Carol Clerk, también lideró la banda de rockabilly The Phantom Chords.

## Discografía solista
- Dave Vanian and the Phantom Chords (1995)